# Route du Rhum 2006
Navigation
Édition précédente Édition suivante
La Route du Rhum 2006 (Route du Rhum - La Banque Postale 2006) est la huitième édition de la Route du Rhum. Le départ a lieu le dimanche 29 octobre 2006 au large de Saint-Malo. La ligne d'arrivée de cette course transatlantique en solitaire est située à Pointe-à-Pitre, en Guadeloupe, en passant par le Nord de l'île puis le canal des Saintes.
74 marins professionnels ou amateurs ont pris le départ dans le petit temps. Ils sont répartis en huit classes différentes, trois pour les multicoques et cinq pour les monocoques.
Lionel Lemonchois est le premier à couper la ligne d'arrivée le 6 novembre 2006 après un parcours de 7 jours, 17 heures, 19 minutes et 6 secondes. Il pulvérise ainsi le record de l'épreuve détenu par Laurent Bourgnon depuis 1998 de près de 5 jours.
Dans la catégorie des monocoques de 60 pieds IMOCA, Roland Jourdain s'impose en 12 jours 11 heures 58 minutes et 58 secondes, malgré une bôme cassée dans un empannage aux Açores, une zone de calme plat (dévente à l'Ouest de Basse-Terre), et le retour spectaculaire de Jean Le Cam.

## Liste des participants

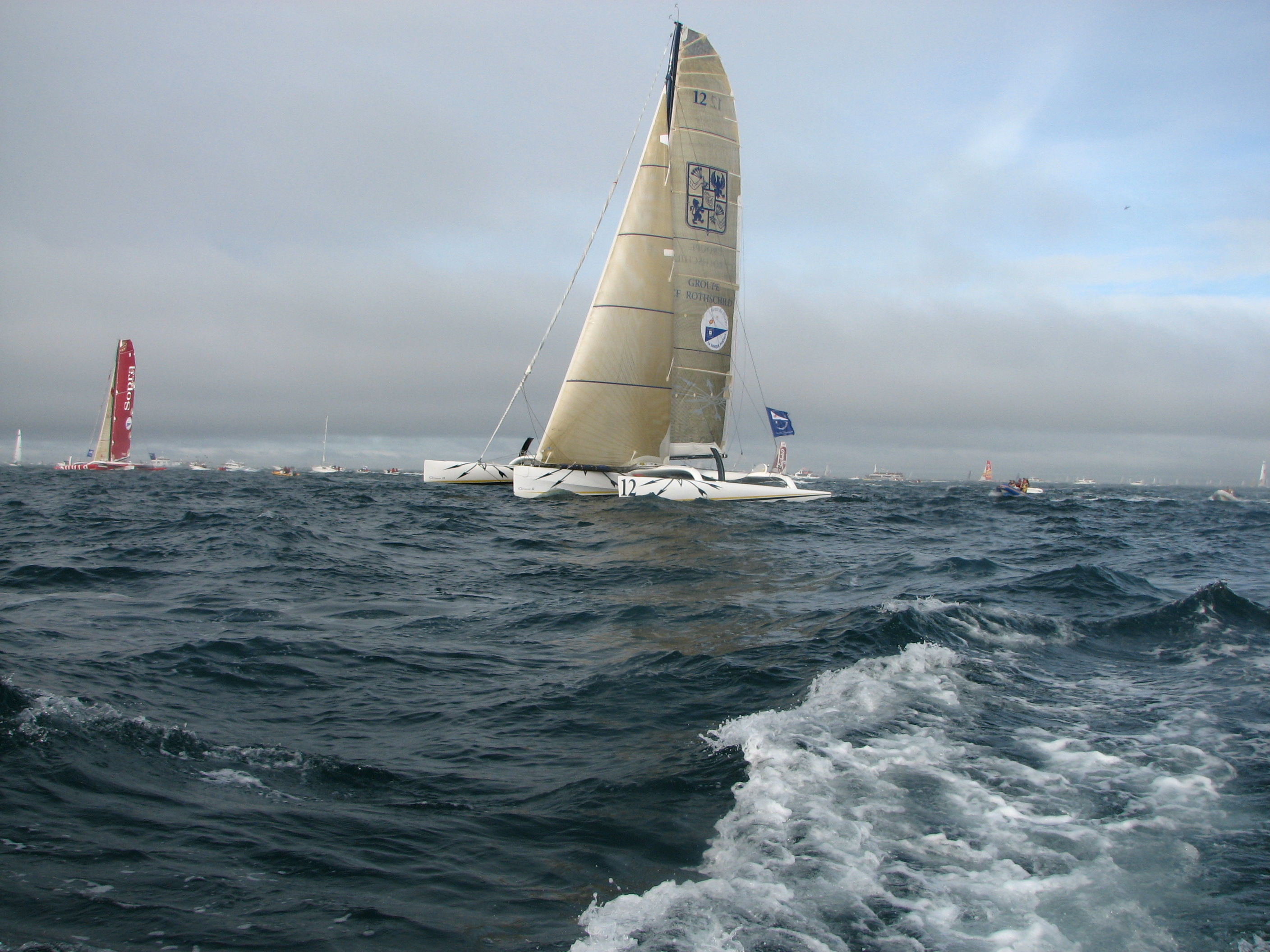
Gitana 12 (au premier plan) et Sopra Group (au second plan), lors du départ.

### Classe ORMA
| Position                                       | Skipper                                        | Bateau                                         | Nationalité                                    | Résultat                                       |
| Classe ORMA multicoques 60 pieds (12 inscrits) | Classe ORMA multicoques 60 pieds (12 inscrits) | Classe ORMA multicoques 60 pieds (12 inscrits) | Classe ORMA multicoques 60 pieds (12 inscrits) | Classe ORMA multicoques 60 pieds (12 inscrits) |
| ---------------------------------------------- | ---------------------------------------------- | ---------------------------------------------- | ---------------------------------------------- | ---------------------------------------------- |
| 1,                                             | Lionel Lemonchois                              | Gitana 11                                      | France                                         | 7 j 17 h 19 min 6 s                            |
| 2                                              | Pascal Bidégorry                               | Banque populaire IV                            | France                                         | 8 j 4 h 25 min 7 s                             |
| 3                                              | Thomas Coville                                 | Sodeb'O                                        | France                                         | 8 j 13 h 39 min 2 s                            |
| 4                                              | Michel Desjoyeaux                              | Géant                                          | France                                         | 8 j 13 h 48 min 24 s                           |
| 5                                              | Franck Cammas                                  | Groupama 2                                     | France                                         | 8 j 17 h 55 min 17 s                           |
| 6                                              | Yvan Bourgnon                                  | Brossard                                       | Suisse                                         | 9 j 0 h 40 min 15 s                            |
| 7                                              | Alain Gautier                                  | Foncia                                         | France                                         | 9 j 16 h 14 min 40 s                           |
| 8                                              | Claude Thelier                                 | Région Guadeloupe - Terres de Passions         | France                                         | 11 j 11 h 56 min 51 s                          |
| 9                                              | Antoine Koch                                   | Sopra Group                                    | France                                         | 12 j 0 h 59 min 41 s                           |
| 10                                             | Thierry Duprey de Vorsent                      | Gitana 12                                      | France                                         | 12 j 15 h 52 min 0 s                           |
| 11                                             | Gilles Lamiré                                  | Madinina                                       | France                                         | 21 j 10 h 58 min 50 s                          |
| Abandon                                        | Stève Ravussin                                 | Orange Project                                 | Suisse                                         | Chavirage                                      |

### Classe IMOCA
| Position                                       | Skipper                                        | Bateau                                         | Nationalité                                    | Résultat                                       |
| Classe IMOCA monocoques 60 pieds (12 inscrits) | Classe IMOCA monocoques 60 pieds (12 inscrits) | Classe IMOCA monocoques 60 pieds (12 inscrits) | Classe IMOCA monocoques 60 pieds (12 inscrits) | Classe IMOCA monocoques 60 pieds (12 inscrits) |
| ---------------------------------------------- | ---------------------------------------------- | ---------------------------------------------- | ---------------------------------------------- | ---------------------------------------------- |
| 1                                              | Roland Jourdain                                | Sill et Veolia                                 | France                                         | 12 j 11 h 58 min 58 s                          |
| 2                                              | Jean Le Cam                                    | VM Matériaux                                   | France                                         | 12 j 12 h 26 min 53 s                          |
| 3                                              | Jean-Pierre Dick                               | Virbac-Paprec                                  | France                                         | 12 j 20 h 27 min 58 s                          |
| 4                                              | Armel Le Cléac'h                               | Brit Air                                       | France                                         | 13 j 3 h 57 min 17 s                           |
| 5                                              | Dominique Wavre                                | Temenos II                                     | Suisse                                         | 13 j 9 h 20 min 3 s                            |
| 6                                              | Brian Thompson                                 | Artemis                                        | Royaume-Uni                                    | 13 j 17 h 32 min 20 s                          |
| 7                                              | Marc Guillemot                                 | Safran                                         | France                                         | 16 j 17 h 57 min 26 s                          |
| 8                                              | Anne Liardet                                   | Roxy                                           | France                                         | 17 j 0 h 52 min 44 s                           |
| 9                                              | Jean-Baptiste Dejeanty                         | Maisonneuve - Région Basse-Normandie           | France                                         | 18 j 11 h 39 min 29 s                          |
| 10                                             | Philippe Fiston                                | Adriana Karembeu-Paris                         | France                                         | 22 j 7 h 26 min 43 s                           |
| Abandon                                        | Jérémie Beyou                                  | Delta Dore                                     | France                                         | Raisons personnelles                           |
| Abandon                                        | Vincent Riou                                   | PRB                                            | France                                         | Démâtage                                       |

### Classe multicoques
| Position                                   | Skipper                                    | Bateau                                     | Nationalité                                | Résultat                                   |
| Classe 2 Multicoques 50 pieds (8 inscrits) | Classe 2 Multicoques 50 pieds (8 inscrits) | Classe 2 Multicoques 50 pieds (8 inscrits) | Classe 2 Multicoques 50 pieds (8 inscrits) | Classe 2 Multicoques 50 pieds (8 inscrits) |
| ------------------------------------------ | ------------------------------------------ | ------------------------------------------ | ------------------------------------------ | ------------------------------------------ |
| 1                                          | Franck-Yves Escoffier                      | Crêpes Whaou !                             | France                                     | 11 j 17 h 28 min 11 s                      |
| 2                                          | Éric Bruneel                               | Trilogic                                   | France                                     | 13 j 14 h 58 min 35 s                      |
| 3                                          | Victorien Erussard                         | Laiterie de Saint-Malo                     | France                                     | 16 j 18 h 29 min 54 s                      |
| 4                                          | Loïc Escoffier                             | Deléage & DIAZO                            | France                                     | 18 j 10 h 35 min 34 s                      |
| 5                                          | Roger Langevin                             | Négocéane                                  | France                                     | 21 j 17 h 20 min 48 s                      |
| 6                                          | Dominique Demachy                          | Gifi                                       | France                                     | 23 j 2 h 21 min 24 s                       |
| Abandon                                    | Anne Caseneuve                             | Le Bon Marché - Rive Gauche                | France                                     | Problèmes de safran                        |
| Abandon                                    | Pascal Quintin                             | Jean Stalaven                              | France                                     | Chavirage                                  |

| Position                          | Skipper                           | Bateau                                     | Nationalité                       | Résultat                          |
| Classe 3 Multicoques (3 inscrits) | Classe 3 Multicoques (3 inscrits) | Classe 3 Multicoques (3 inscrits)          | Classe 3 Multicoques (3 inscrits) | Classe 3 Multicoques (3 inscrits) |
| --------------------------------- | --------------------------------- | ------------------------------------------ | --------------------------------- | --------------------------------- |
| 1                                 | Pierre Antoine                    | Imagine - Institut des maladies génétiques | France                            | 22 j 12 h 52 min 38 s             |
| Abandon                           | Charlie Capelle                   | Switch.fr                                  | France                            | Chavirage                         |
| Abandon                           | Ross Hobson                       | Ideal Stelrad                              | Royaume-Uni                       | Chavirage                         |

### Classes monocoques
| Position                         | Skipper                          | Bateau                           | Nationalité                      | Résultat                         |
| Classe 1 Monocoques (4 inscrits) | Classe 1 Monocoques (4 inscrits) | Classe 1 Monocoques (4 inscrits) | Classe 1 Monocoques (4 inscrits) | Classe 1 Monocoques (4 inscrits) |
| -------------------------------- | -------------------------------- | -------------------------------- | -------------------------------- | -------------------------------- |
| 1                                | Philippe Chevalier               | Antilles-Sail.com                | France                           | 23 j 22 h 51 min 42 s            |
| 2                                | Pierre-Yves Guennec              | Jeunes Dirigeants                | France                           | 24 j 1 h 52 min 10 s             |
| 3                                | Arnaud Dhallenne                 | TAT Express                      | France                           | 25 j 0 h 48 min 18 s             |
| 4                                | Bruno Reibel                     | Ville de Dinard                  | France                           | 25 j 10 h 24 min 50 s            |

| Position                         | Skipper                          | Bateau                             | Nationalité                      | Résultat                         |
| Classe 2 Monocoques (4 inscrits) | Classe 2 Monocoques (4 inscrits) | Classe 2 Monocoques (4 inscrits)   | Classe 2 Monocoques (4 inscrits) | Classe 2 Monocoques (4 inscrits) |
| -------------------------------- | -------------------------------- | ---------------------------------- | -------------------------------- | -------------------------------- |
| 1                                | Kip Stone                        | Artforms                           | États-Unis                       | 17 j 22 h 36 min 28 s            |
| 2                                | Servane Escoffier                | Vedettes de Bréhat - Cap Marine    | France                           | 19 j 0 h 25 min 43 s             |
| 3                                | Luc Coquelin                     | Cap Guadeloupe 971                 | France                           | 22 j 9 h 1 min 04 s              |
| 4                                | Denis Douillez                   | Solidarité Dentaire Internationale | France                           | 25 j 3 h 39 min 24 s             |
| Classe 3 Monocoques (6 inscrits) |                                  |                                    |                                  |                                  |
| 1                                | Michel Kleinjans                 | Roaring Forty                      | Belgique                         | 23 j 20 h 35 min 29 s            |
| 2                                | Aurelia Ditton                   | Dangerous When Wet                 | Royaume-Uni                      | 25 j 2 h 26 min 22 s             |
| DNF                              | Alain Grinda                     | Fantasy Forest                     | France                           | Hors temps                       |
| Abandon                          | Didier Levillain                 | A Fond Contre la Spondylarthrite   | France                           | Voie d'eau                       |
| Abandon                          | JanKees Lampe                    | La Promesse                        | Pays-Bas                         | Démâtage                         |
| Abandon                          | Régis Guillemot                  | Régis Guillemot Charter Martinique | France                           | Casse du safran                  |

### Classe Class40
| Position                         | Skipper                          | Bateau                                      | Nationalité                      | Résultat                         |
| Class40 Monocoques (25 inscrits) | Class40 Monocoques (25 inscrits) | Class40 Monocoques (25 inscrits)            | Class40 Monocoques (25 inscrits) | Class40 Monocoques (25 inscrits) |
| -------------------------------- | -------------------------------- | ------------------------------------------- | -------------------------------- | -------------------------------- |
| 1                                | Phil Sharp                       | philsharpracing.com                         | Royaume-Uni                      | 18 j 10 h 21 min 18 s            |
| 2                                | Gildas Morvan                    | Oyster Funds                                | France                           | 19 j 8 h 52 min 0 s              |
| 3                                | Ian Munslow                      | Bolands Mill                                | Royaume-Uni                      | 21 j 9 h 45 min 31 s             |
| 4                                | Guillaume Voizard                | Le Comptoir Immobilier                      | France                           | 22 j 10 h 10 min 40 s            |
| 5                                | Yvan Noblet                      | Appart'City                                 | France                           | 22 j 13 h 16 min 09 s            |
| 6                                | Damien Grimont                   | Chocolats Monbana                           | France                           | 22 j 14 h 9 min 40 s             |
| 7                                | Philippe Legros                  | Côtes-d'Armor - Pierres et Mer              | France                           | 22 j 14 h 18 min 59 s            |
| 8                                | Dominic Vittet                   | ATAO Audio System                           | France                           | 22 j 14 h 26 min 17 s            |
| 9                                | Olivier Rabine                   | IXSEA                                       | France                           | 22 j 16 h 25 min 50 s            |
| 10                               | Gery Trentesaux                  | Guyader                                     | France                           | 23 j 0 h 40 min 50 s             |
| 11                               | Gwenc'hlan Catherine             | Tchuda Popka 2                              | France                           | 23 j 2 h 13 min 45 s             |
| 12                               | Jacques Fournier                 | Nous Entreprenons                           | France                           | 23 j 3 h 14 min 37 s             |
| 13                               | Pierre-Yves Chatelin             | Destination Calais                          | France                           | 23 j 10 h 38 min 28 s            |
| 14                               | Thibaut Derville                 | Cap VAD                                     | France                           | 23 j 11 h 1 min 25 s             |
| 15                               | Benoit Parnaudeau                | Jardins Bio Commerce équitable et solidaire | France                           | 23 j 12 h 18 min 50 s            |
| 16                               | Lionel Regnier                   | FNAIM Pays de Loire                         | France                           | 23 j 16 h 20 min 33 s            |
| 17                               | Jean-Edouard Criquioche          | Cinéfil.com                                 | France                           | 23 j 21 h 29 min 05 s            |
| 18                               | Cécile Poujol                    | PACA Entreprendre                           | France                           | 23 j 21 h 29 min 46 s            |
| 19                               | Hervé Papin                      | Lexibook                                    | France                           | 23 j 22 h 47 min 11 s            |
| 20                               | Marc Lepesqueux                  | Siegenia-Aubi                               | France                           | 24 j 1 h 26 min 36 s             |
| 21                               | Yves Ecarlat                     | Nouvelle-Calédonie                          | France                           | 24 j 4 h 3 min 19 s              |
| 22                               | David Lefebvre                   | KNAUF Industries                            | France                           | 24 j 19 h 23 min 42 s            |
| 23                               | François Angoulvant              | Fermiers de Loué Sarthe                     | France                           | 25 j 10 h 51 min 30 s            |
| Abandon                          | Joé Seeten                       | TMI Technologies                            | France                           | Voie d'eau                       |
| Abandon                          | Nick Bubb                        | Kenmore Homes                               | Royaume-Uni                      | Bôme cassée                      |